# Franklin Avenue – Medgar Evers College (métro de New York)
Botanic Garden
Franklin Avenue – Medgar Evers College est une station souterraine (lignes régulières) et aérienne (pour le shuttle) du métro de New York située dans le quartier de Crown Heights à Brooklyn. Elle est située sur l'IRT Eastern Parkway Line (métros rouges et verts), issue de l'ancienne Interborough Rapid Transit Company (IRT) et la BMT Franklin Avenue Line (navette grise) issue de l'ancienne Brooklyn-Manhattan Transit Corporation (BMT). Sur la base de la fréquentation, la station figurait au 90e rang sur 421 en 2012.
Au total, cinq services y circulent :
- les métros 2, 4 et la S Franklin Avenue Shuttle s'y arrêtent 24/7 ;
- les métros 3 s'y arrêtent tout le temps sauf la nuit (late nights) ;
- les métros 5 n'y font halte qu'en semaine.